# Tracy Caldwell Dyson
Tracy Caldwell Dyson (Arcadia, 14 de agosto de 1969) es una química y astronauta estadounidense de la NASA.

## Datos personales
Caldwell Dyson nació en Arcadia, California. Es la menor de dos hijas. En la década de 1980 se trasladó a Beaumont, California, donde su padre trabajaba como electricista, para asistir a la escuela secundaria. Como estudiante, también compitió en atletismo intercolegial en la Universidad Estatal de California, en las categorías de velocidad y salto de longitud. Sus aficiones incluyen correr, hacer pesas, la marcha, softbol, baloncesto y mecánica de automóviles.

Domina el lenguaje de señas americano (ASL) y la conversación en español y ruso.

## Carrera espacial

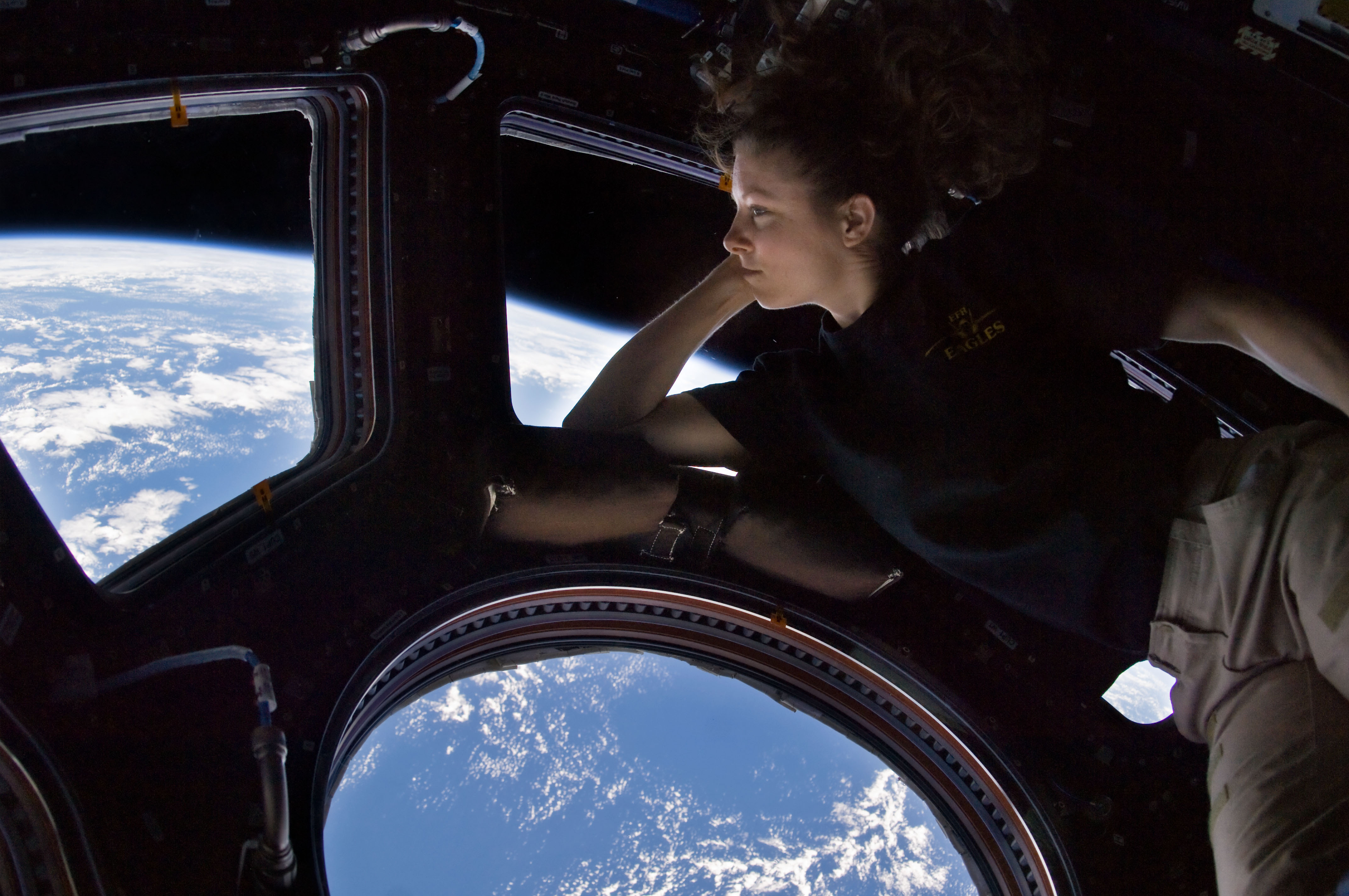
Caldwell Dyson en el módulo Cúpula de la estación espacial internacional observando la Tierra.

Participó en la misión del transbordador espacial Endeavour STS-118 en agosto de 2007 y en la misión de la nave Soyuz TMA-18, formando parte de las expediciones 15 y 23 de la estación espacial internacional.
Caldwell Dyson fue asignada y después voló en la misión STS-118 en el transbordador espacial Endeavour, del 8 al 21 de agosto de 2007, que fue el vuelo del transbordador espacial 119, el vuelo 22 a la estación, y el vuelo 20 para el Endeavour. Caldwell Dyson fue asignada como especialista de misión n.º 1 en este vuelo. Durante la misión del Endeavour, la tripulación agregó con éxito otro segmento de la armazón, un giroscopio nuevo y una plataforma externa de piezas de repuesto a la Estación Espacial Internacional. Un nuevo sistema que permite a los transbordadores atracados usar energía eléctrica de la estación para ampliar las visitas a la estación se activó con éxito. Un total de cuatro caminatas espaciales EVA fueron realizadas por tres miembros de la tripulación. El Endeavour llevó unos 5000 kilos de equipos y suministros a la estación y regresaron a la Tierra con unos 4000 kilogramos de hardware y equipo no necesario. La misión STS-118 se completó en 12 días, 17 horas, 55 minutos y 34 segundos. Finalmente, durante el vuelo de la misión STS-118, Caldwell Dyson celebró su cumpleaños número 38 en el espacio.
El 4 de abril de 2010, Caldwell Dyson se unió a la tripulación de la expedición 23 a bordo de la ISS. Despegó el 2 de abril de 2010 desde la base espacial de Baikonur a bordo de la nave rusa Soyuz TMA-18. Después de formar parte de la tripulación de la ISS durante 176 días, regresó a la Tierra en la expedición 24 en la cápsula Soyuz TMA-18 junto con el comandante Aleksandr Skvortsov y el ingeniero de vuelo Mijaíl Korniyenko. La expedición aterrizó en Kazajistán el 25 de septiembre de 2010.
Ha pasado en el espacio 188 días, 19 horas, 14 minutos. Ha realizado un total de tres EVAs, con un tiempo total de 22 horas y 49 minutos.

## Formación
- Beaumont High School, Beaumont, California, 1987.[1]
- Mejor atleta estudiante de la Big West (1989-1991)
- Beca del Council of Building & Construction Trades (1991 y 1992)
- B.S., Chemistry, California State University, Fullerton, 1993.[2]
- Premio para estudiantes de licenciatura de la National Science Foundation Research Experience (1992)
- Premio Lyle Wallace por su trabajo en el Department of Chemistry, California State University Fullerton (1993)
- Beca para graduados en Química Patricia Roberts Harris (1993–1997)
- Premio de la University of California, Davis para estudiantes de grado por viaje científico (1994)
- Beca postodoctoral Camille and Henry Dreyfus en Ciencias medioambientales (1997)
- Premio H Whetten de la American Vacuum Society (1996)
- Premio de la American Vacuum Society para investigación de graduados (1996)
- Premio Pro Femina del Research Consortium para investigación de graduados (1996)
- Premio Pro Femina del Research Consortium para graduados por viaje científico (1996)
- Premio University of California, Davis para investigación de grado (1996)
- Premio al estudiante de doctorado destacado en Química de la University of California, Davis (1997)
- PhD, Química física, University of California, Davis, 1997.[2]

## Organizaciones
Caldwell Dyson pertenece a la sociedad de investigación científica Sigma Xi y a la American Chemical Society (Sociedad estadounidense de Química).

## Premios y honores
- Medalla de Vuelo Espacial de la NASA (2007, 2010).
- Medalla de Servicio Distinguido de la NASA (2010).
- Premio de la NASA Logro Superior (2000).